# سيلوبيوز
السِيلّوبيوز هو ثنائي سكّاريد صيغته 11 C12H22O، يصنف على أنه سكر مختزل، ومن حيث التركيب الكيميائي، فهو مشتق من تكثيف زوج من جزيئات الجلوكوز التي تشكل رابطة بيتا (1 ← 4).